# Wereldkampioenschappen rodelen 2017
De wereldkampioenschappen rodelen 2017 werden gehouden van 27 tot en met 29 januari 2017 op de Kunsteisbahn Bob-Rodel Igls in het Oostenrijkse Igls.

## Wedstrijdschema
| Datum      | Tijd  | Onderdeel |
| ---------- | ----- | --------- |
| 29 januari | 13:30 | Sprint    |
| 30 januari | 10:00 | Vrouwen   |
| 30 januari | 13:30 | Dubbels   |
| 31 januari | 10:25 | Mannen    |
| 31 januari | 15:00 | Team      |

## Medailles
| Onderdeel      | Goud | Goud                                                       | Zilver | Zilver                                                    | Brons | Brons                                                              |
| -------------- | ---- | ---------------------------------------------------------- | ------ | --------------------------------------------------------- | ----- | ------------------------------------------------------------------ |
| Mannen enkel   | AUT  | Wolfgang Kindl                                             | RUS    | Roman Repilov                                             | ITA   | Dominik Fischnaller                                                |
| Mannen sprint  | AUT  | Wolfgang Kindl                                             | RUS    | Roman Repilov                                             | ITA   | Dominik Fischnaller                                                |
| Vrouwen enkel  | GER  | Tatjana Hüfner                                             | USA    | Erin Hamlin                                               | CAN   | Kimberley McRae                                                    |
| Vrouwen sprint | USA  | Erin Hamlin                                                | SUI    | Martina Kocher                                            | GER   | Tatjana Hüfner                                                     |
| Dubbel         | GER  | Toni Eggert Sascha Benecken                                | GER    | Tobias Wendl Tobias Arlt                                  | GER   | Robin Gueuke David Gamm                                            |
| Dubbel sprint  | GER  | Tobias Wendl Tobias Arlt                                   | AUT    | Peter Penz Georg Fischler                                 | GER   | Toni Eggert Sascha Benecken                                        |
| Team           | GER  | Tatjana Hüfner Johannes Ludwig Toni Eggert Sascha Benecken | USA    | Erin Hamlin Tucker West Matthew Mortensen Jayson Terdiman | RUS   | Tatjana Ivanova Roman Repilov Aleksandr Denisjev Vladislav Antonov |

### Medaillespiegel
| Plaats | Land             | Goud | Zilver | Brons | Totaal |
| 1      | Duitsland        | 4    | 1      | 3     | 8      |
| 2      | Oostenrijk       | 2    | 1      | 0     | 3      |
| 3      | Verenigde Staten | 1    | 2      | 0     | 3      |
| 4      | Rusland          | 0    | 2      | 1     | 3      |
| 5      | Zwitserland      | 0    | 1      | 0     | 1      |
| 6      | Italië           | 0    | 0      | 2     | 2      |
| 7      | Canada           | 0    | 0      | 1     | 1      |
| Totaal | Totaal           | 7    | 7      | 7     | 21     |

## Organisatie
De organisatie ontving in respectievelijk 2016, 2017 en 2018 een subsidie van € 150.000, € 21.182 en -/- € 10.000 vanuit de federale overheid van Oostenrijk, in het kader van een subsidieregeling voor grote sportevenementen. Daarnaast ontving de organisatie van de deelstaat Tirol € 190.000 subsidie vanuit een subsidieregeling voor sportevenementen.